# Московський державний академічний художній інститут імені Василя Сурикова
Московський державний академічний художній інститут імені В. І. Сурикова (МДАХІ ім. В. І. Сурикова) — один з найкращих художніх ВНЗ Росії. Заснований в 1948 році.

## Факультети
- Живопису
- Графіки
- Скульптури
- Архітектури
- Теорії та історії мистецтв

## Ректори
- Модоров Ф.О. (1948—1962)
- Томський М. В. (1964—1970)
- Бондаренко П. І. (1970—1988)
- Шепєлєв Л. В. (1988—2001)
- Бічуков А. А. (2001—2011)
- Любавін А. О. (2011-)

## Видатні випускники

### Народні художники СРСР
- Кугач Ю. П.
- Шилов О. М.
- Савицький М. А.
- Константинов Ф. Д.

### Народні художники РРФСР
- Успенський Б. О.
- Сорокін І. В.
- Савостюк О. М.

### Народні художники Росії
- Андронов М. І.
- Кликов В. М.
- Корбаков В. М.
- Никонов П. Ф.
- Шилов В. В.
- Павлов П. В.
- Новиков М. Ф.

### Народні художники Туркменської РСР
- Дурди Байрамов

### Народні художники Таджицької РСР
- Хушвахтов Х. Д.

### Народні художники Білоруської РСР
- Цвирко В. К.

### Народні художники Азербайджанської РСР
- Ельміра Шахтантинська

### Народні художники МНР
- Цултен Ням-Осорин
- Ядамсурен Уржингийн

### Заслужені художники РРФСР
- Марц А. В.

### Заслужені художники Росії
- Цибікова А. О.
- Смирнов С. І.
- Лосін В. М.
- Кубарев В. Г.